# مولي لاين
مولي لاين (بالإنجليزية: Molly Line)‏ هي صحفية أمريكية، ولدت في 31 يناير 1977 في فيرجينيا الغربية في الولايات المتحدة.